# Palais Berde

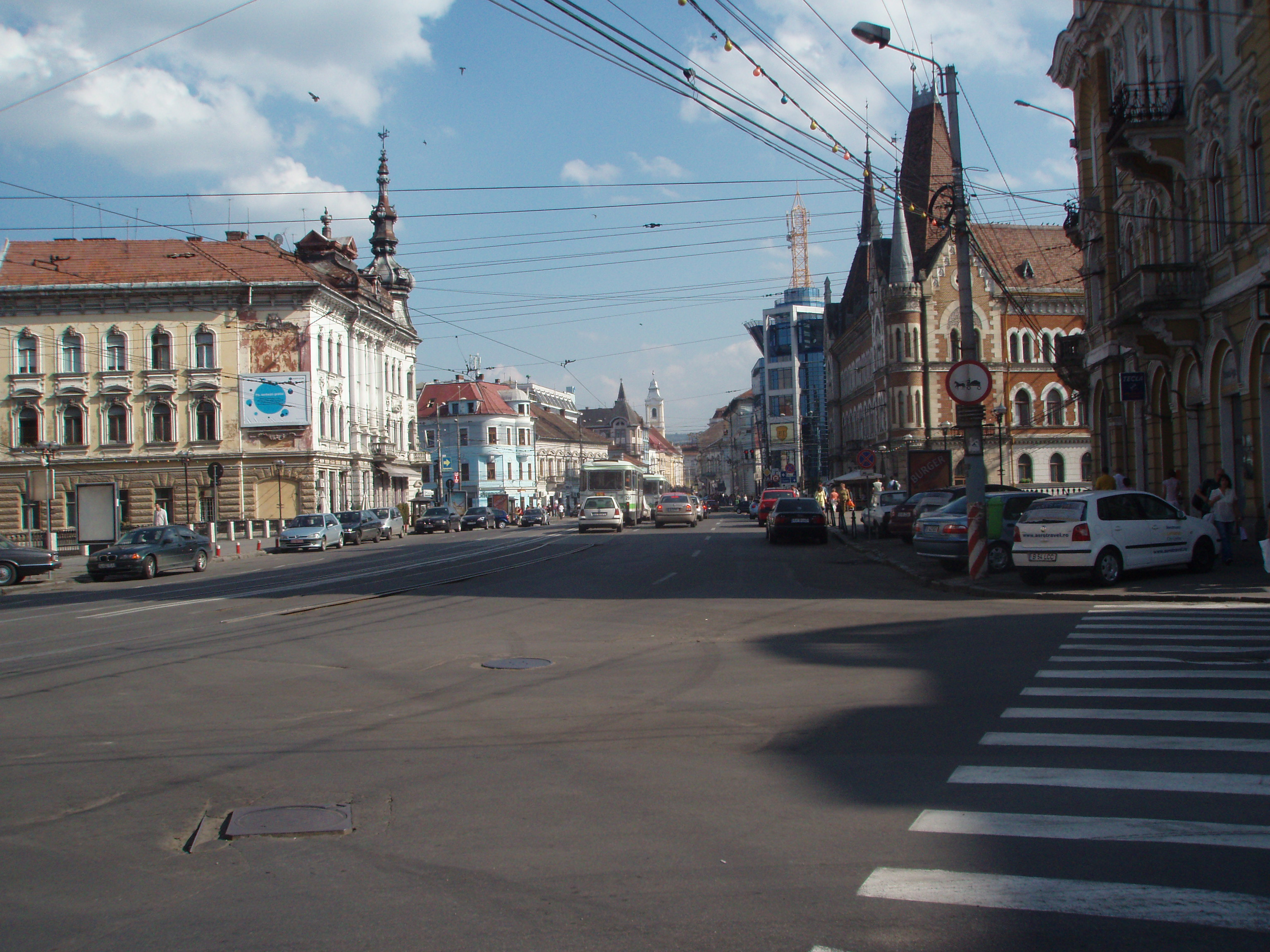
Vue depuis le début du Bulevardul Horea sur une partie du complexe architectural des rives de Someșul Mic. On voit en profondeur le Bulevardul Regele Ferdinand. La tour en arrière-plan c'est la tour de la Biserica evangelică luterană. Les édifices du complexe du gauche à droite: Palatul Babos, Palatul Széki et une partie du Palatul Berde.

Le Palatul Berde fait partie d'un complexe architectural finalisé à Cluj-Napoca au tournant du siècle. Ce complexe s'étend sur les deux rives du Someșul Mic autour du pont qui marque la fin du Bulevardul Regele Ferdinand et le début du Bulevardul Horea. Les édifices qu'on y trouve ont été construits en plusieurs styles tels que le néogothique, l'éclectique et le sécession. Ils se font remarquer par leurs tailles imposantes ainsi que par leur richesse décorative. 

## Histoire
Le Palatul Berde a été construit à la fin du XIXe siècle.

## Architecture
Bel exemple du style sécession, l'édifice se trouve, les pieds dans l'eau, sur la rive gauche du Someșul Mic. 